# Ugo Giletta
Ugo Giletta (San Firmino di Revello, 1957) è un artista italiano.

## Biografia
L'attività espositiva di Giletta ha inizio nei primi anni ottanta con le mostre personali: Cavassa '87 (1987, Museo Civico di Casa Cavassa, Saluzzo), Il colore della forma (1989 Quadreria d'arte contemporanea, Cuneo).
Dagli anni novanta Giletta compare in rassegne artistiche di carattere istituzionale in varie sedi del Piemonte e non solo:Tempo d'arte (1991, Torino Esposizioni), Intermedia (1992, Crawford Gallerie di Kork, Irlanda), Fantastica automazione (1993, Fondazione Marazza, Borgomanero), Proposte IX (1993, Palazzo IRV Regione Piemonte, Torino), Traiettorie sonore (1995, Villa Olmo Como), Dal 200 al 2000 (1995, Palazzo Dugentesco, Vercelli).
Nel 1999 realizza insieme allo scrittore Nico Orengo lo spettacolo multimediale Morte malinconica del bambino ostrica, liberamente tratto dall’omonimo libro di Tim Burton, presentato a Palazzo Ducale di Genova; la sua collaborazione con poeti e scrittori annovera anche la realizzazione di alcuni libri d'arte per le Edizioni Pulcinoelefante, in particolare con Orengo e con la poetessa Alda Merini.
A partire dal 2000, Giletta ha esposto i suoi lavori a livello nazionale ed internazionale in gallerie d’arte, istituzioni e musei in Italia, Francia, Belgio, Ungheria, Austria, Germania, Corea del Sud, Cina e Singapore. Nel 2003 è finalista al Premio Internazionale Mastroianni. Tra le altre mostre, espone nel 2016 in Challenging beauty Insights of Italian Contemporary Art al Parkview Green Museum, Pechino in una rassegna che ha raccontato la scena contemporanea dell’arte italiana dagli Anni Sessanta a oggi, dall’Arte Povera alla Transavanguardia, dalla Nuova Scuola Romana alle generazioni di artisti degli Anni Novanta e Zero. MOVING TALES Racconti in movimento (Museo Civico di Cuneo), una selezione internazionale di 30 opere video della Collezione La Gaia di Cuneo.
Nel 2019, nella Chiesa di San Paolo a Cattaro in Montenegro, gli viene organizzata dalla Comunità degli Italiani del Montenegro, in collaborazione con l'Università Popolare di Trieste e con il patrocinio dell'Ambasciata d'Italia in Montenegro, una mostra dal titolo "Il volto dell'altro".
Nell’estate del 2022 partecipa alla rassegna internazionale di “Fondazione Aria” dedicata all’arte e alla cultura contemporanea, IX edizione di Stills of Peace and Everyday Life – Italia e Armenia  come artista italiano ad esporre i suoi lavori presso le Cisterne di Palazzo Acquaviva di Atri in una mostra dal titolo “Apparizioni, legami”.

## Galleria d'immagini

Attività espositiva dell'artista Ugo Giletta.
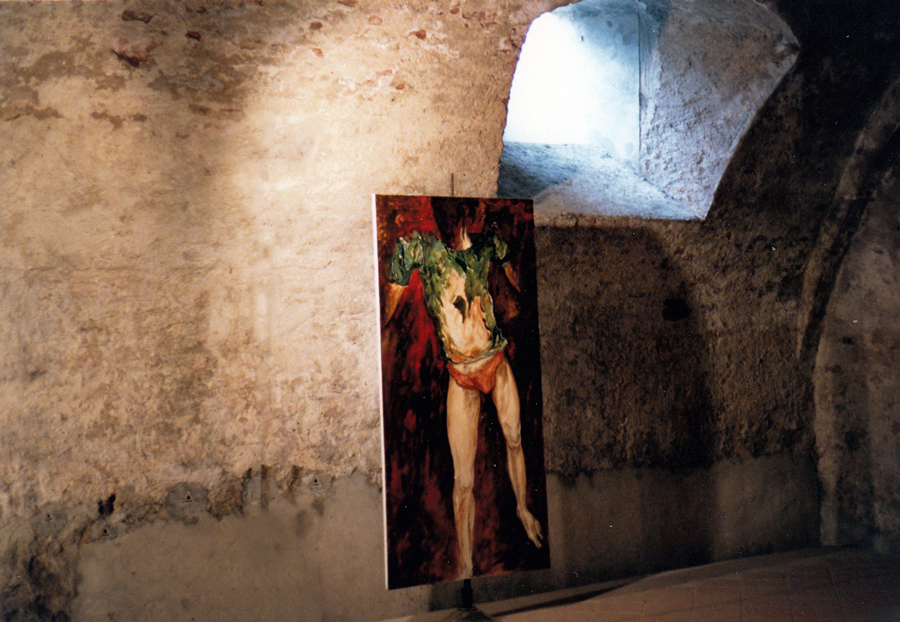
"Cavassa 87" (1987), Museo Civico di Casa Cavassa Saluzzo
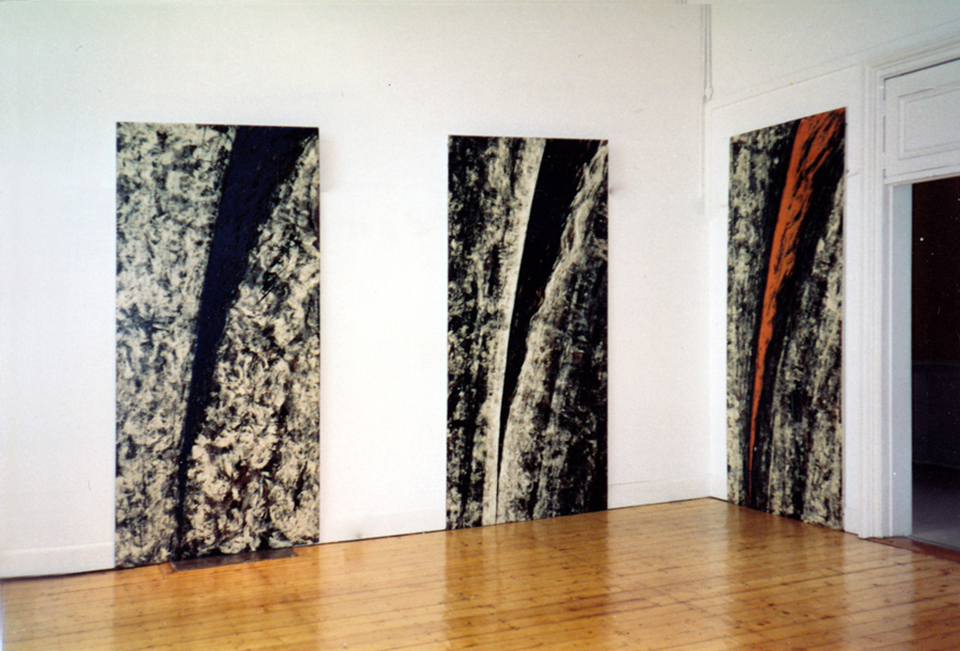
"Intermedia" (1992) The Crawford Art Gallery di Cork, Irlanda
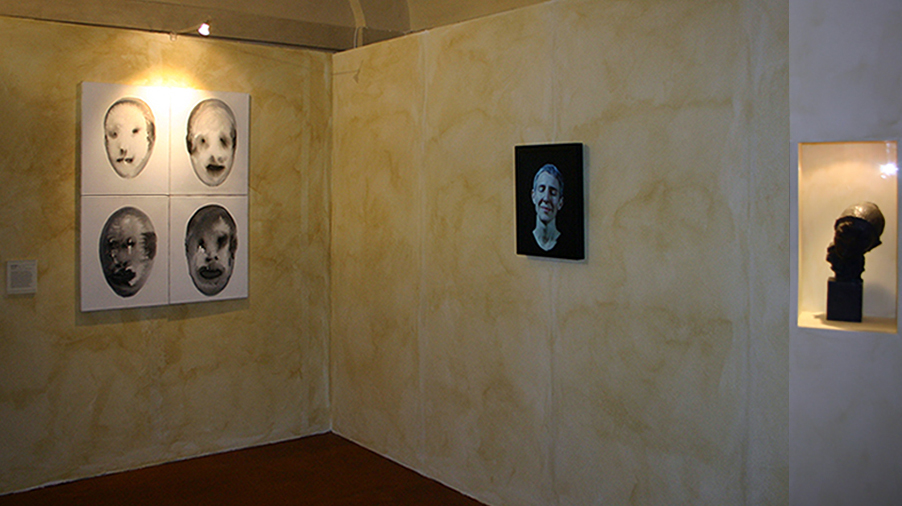
Collectors 1 opere della Collezione La Gaia. (2006) Filatoio Rosso, Caraglio, CN
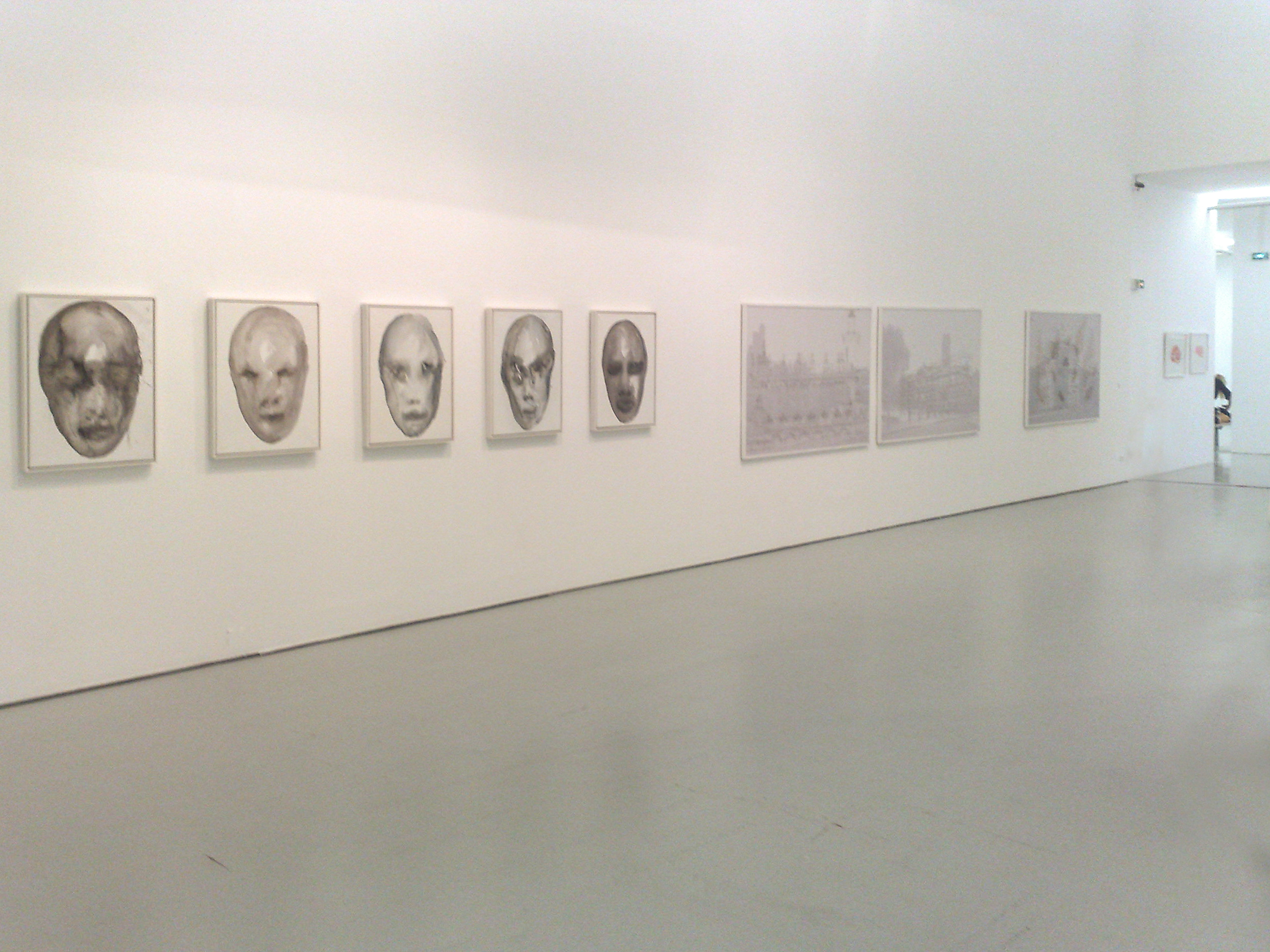
Fragile, lands of empathy. (2009) MAM - Museo d'arte moderna di Saint-Étienne France
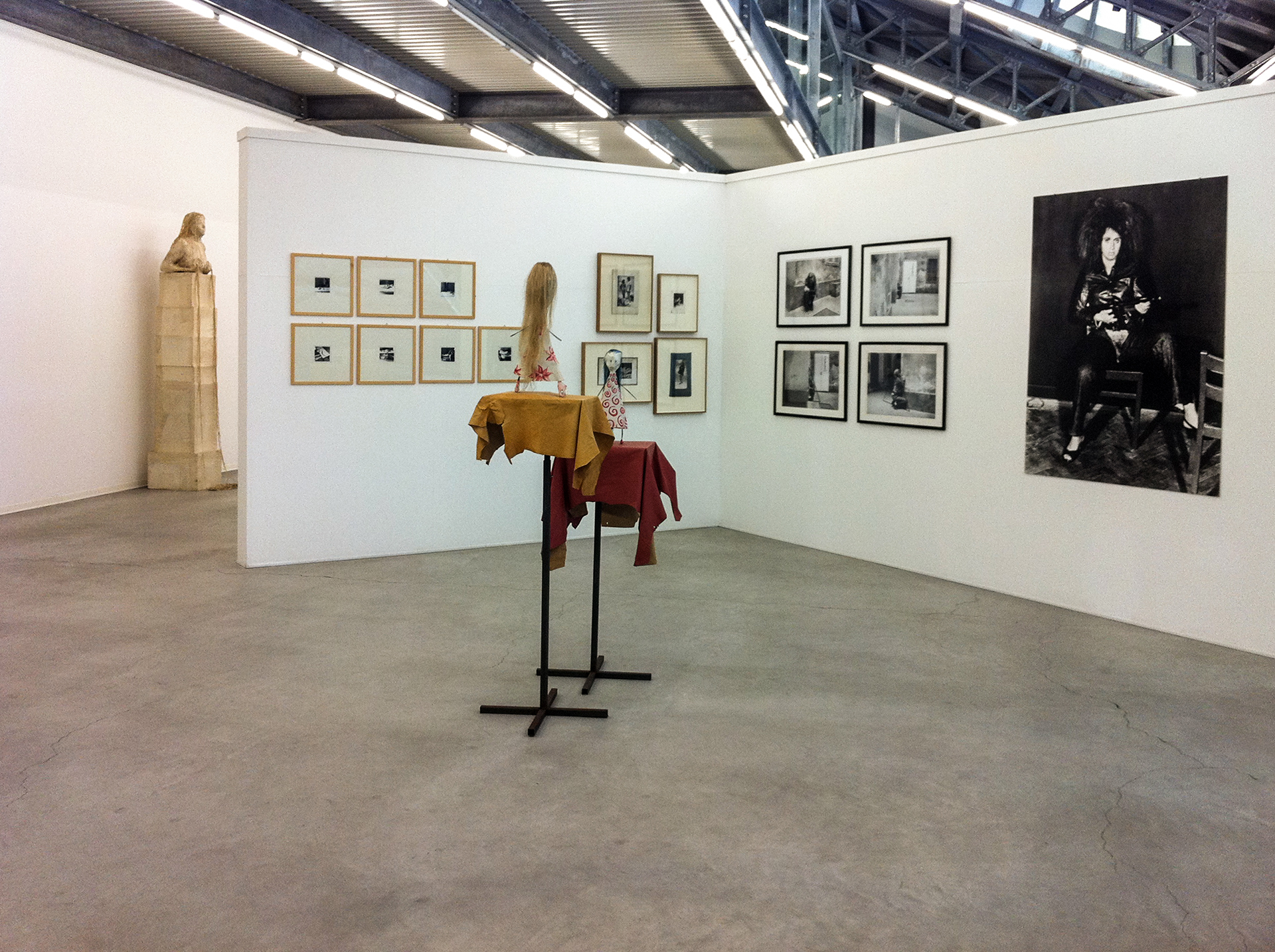
Opere in permanenza alla Collezione La Gaia di Busca
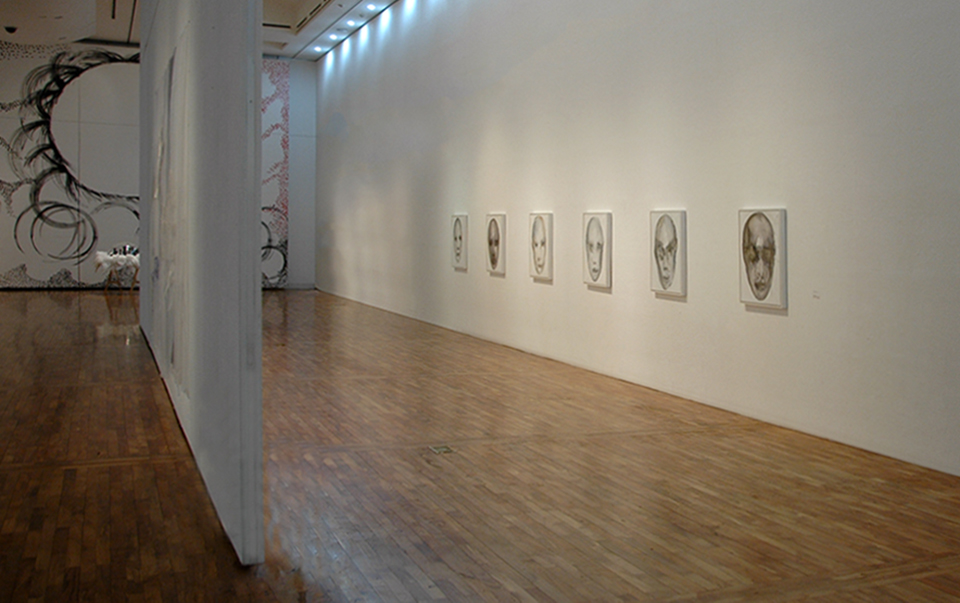
"Fragile, lands of empathy" (2010) Daejeon Museum of Art.  Daejeon, Soth Korea
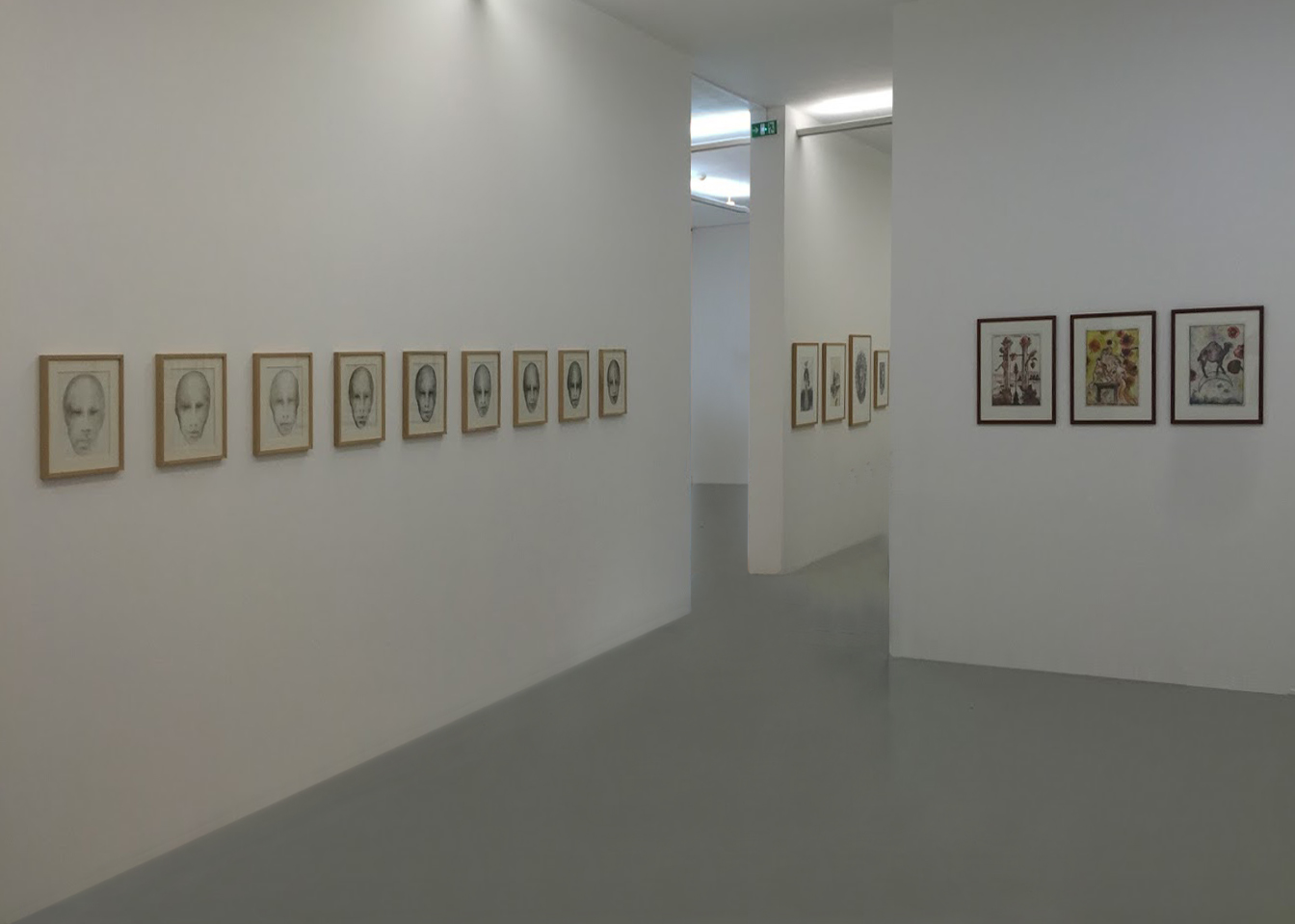
"Intrigantes incertitudes" (2016) Museum of Modern and Contemporary Art - Saint Étienne, France
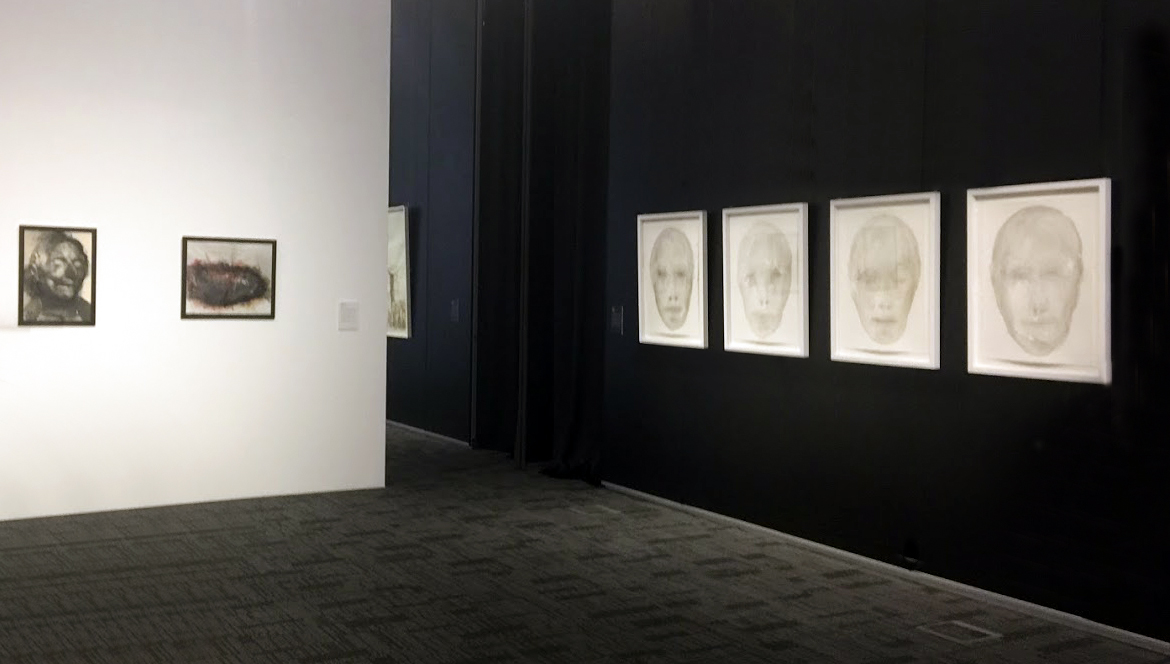
"The Artist's Voice". (2017) The Parkview Museum Singapore Singapore
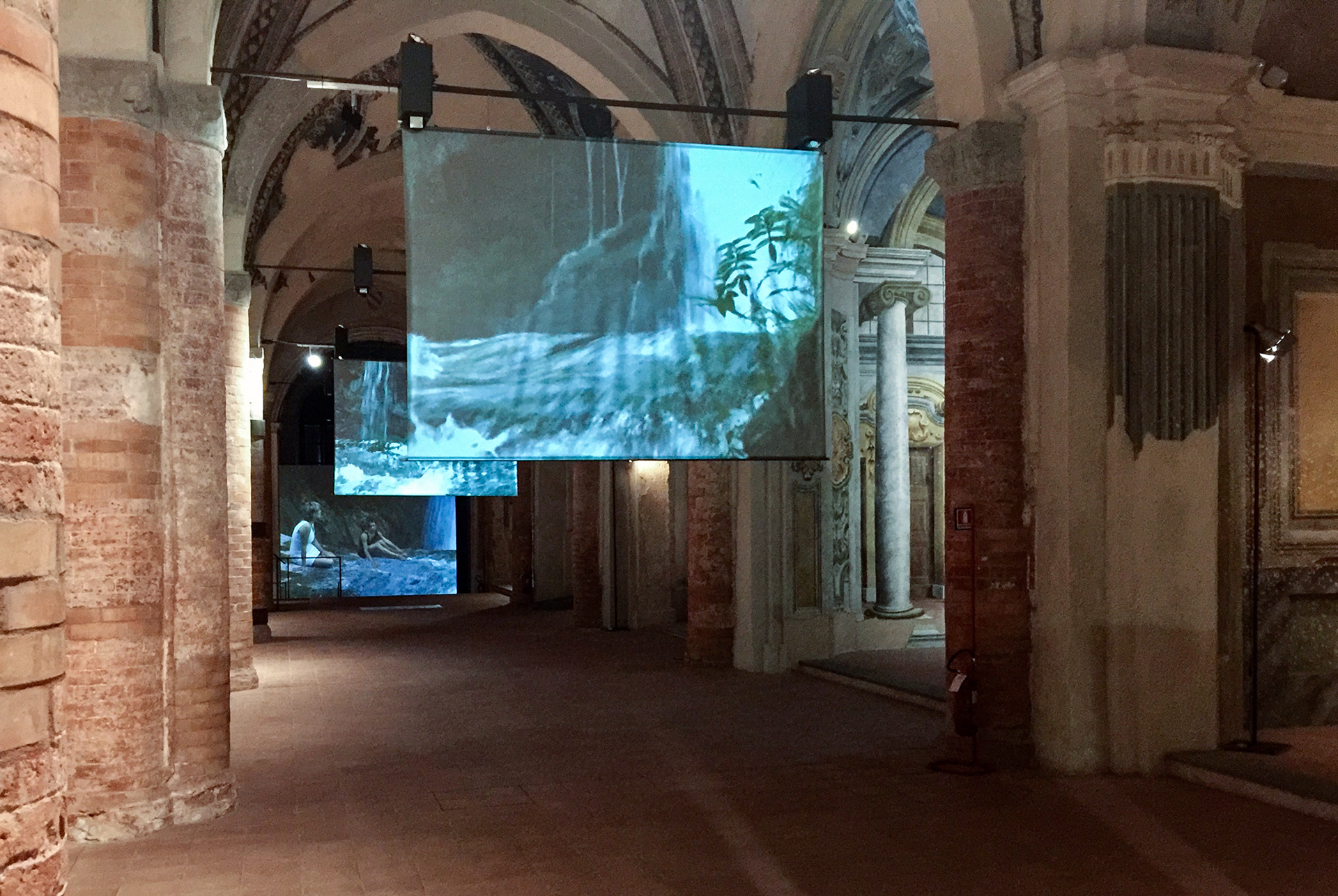
Le Spine della Complessità. Arte e artisti tra globale e locale. (2017) Complesso Monumentale di San Francesco, Museo Civico di Cuneo
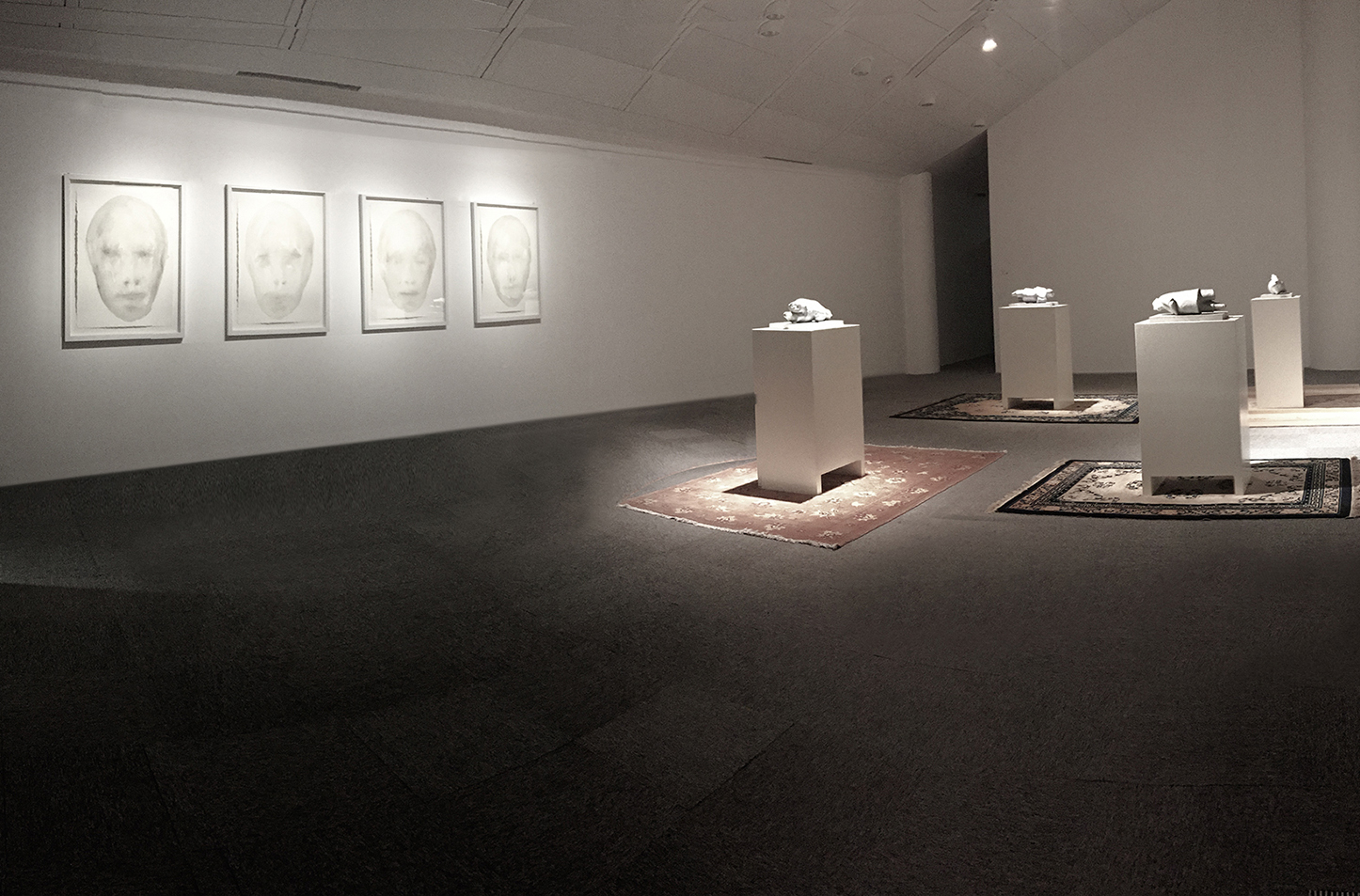
"The Artist's Voice" (2018) The Parkview Green Museum - Beijin
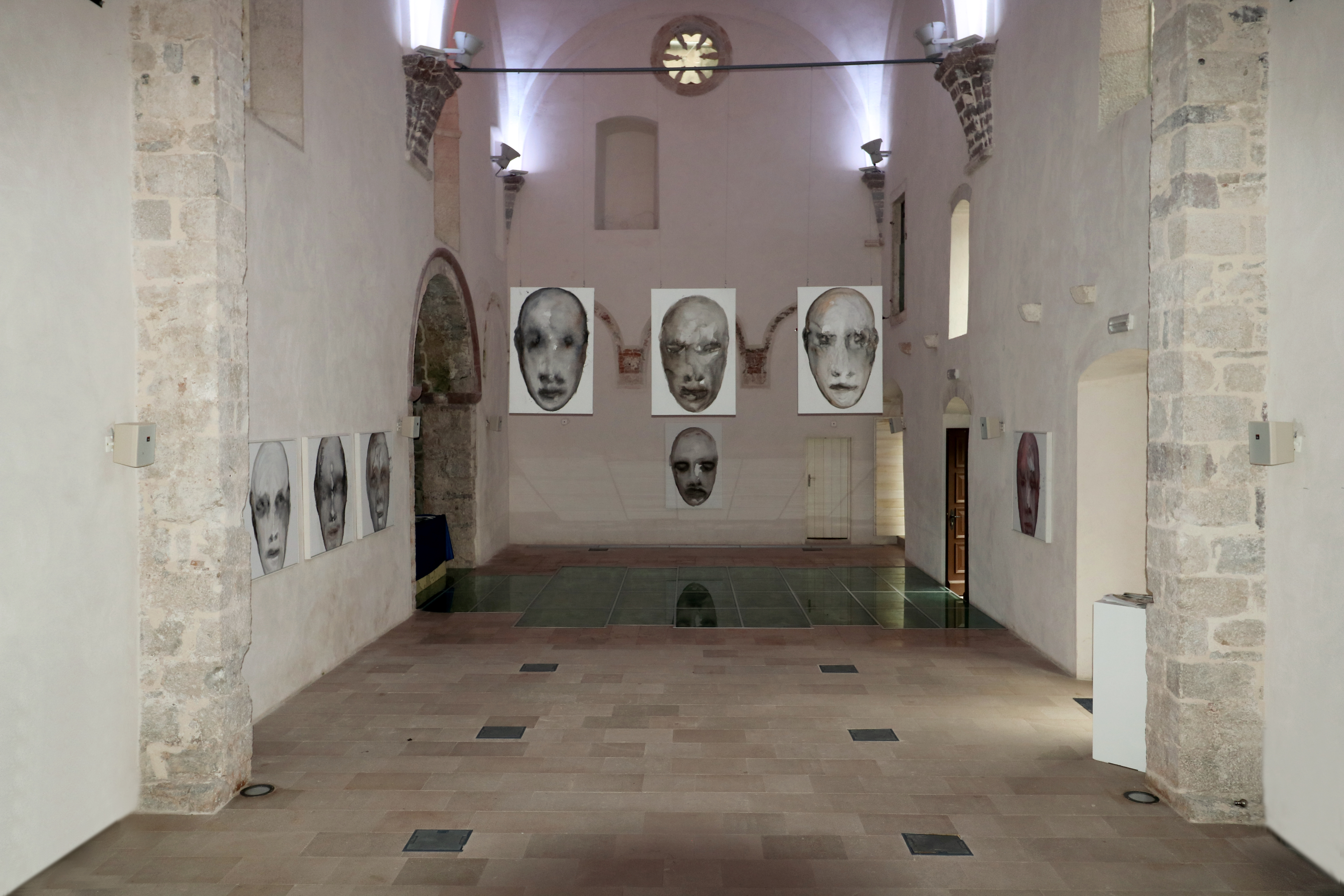
"Il Volto dell’altro" (2019) Ex Chiesa di San Paolo, Cattaro (Kotor) - Repubblica del Montenegro
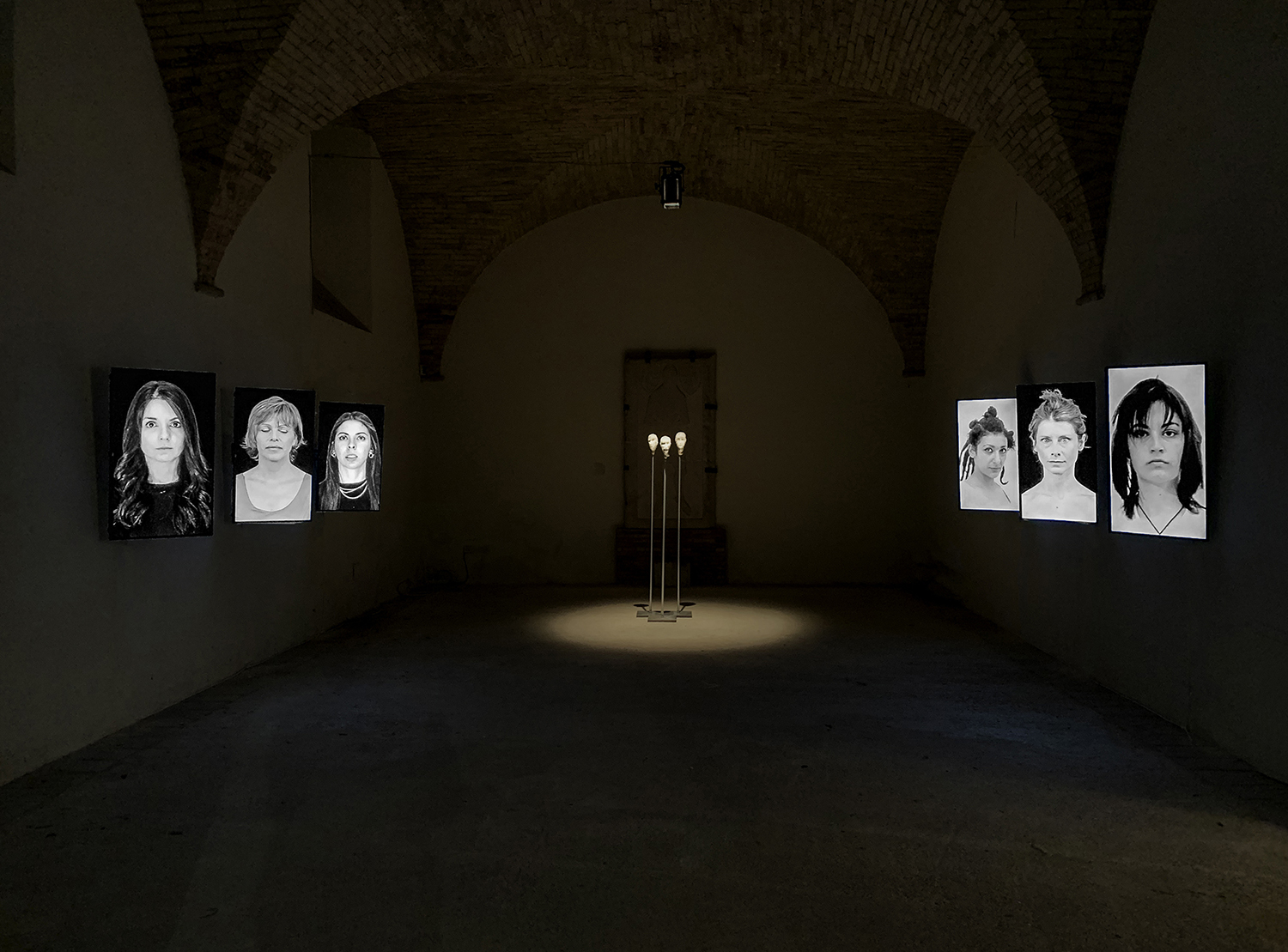
"Apparizioni, legami". (2022) Cisterne di Palazzo Acquaviva. Atri

## L'attività artistica
Il percorso artistico di Ugo Giletta è stato caratterizzato dall'utilizzo di diverse tecniche tra cui la pittura, il disegno, la scultura e le installazioni video. Come scrive Francesco Poli: "Tutta quanta l’opera, seppur diversificata, si fonde in una poetica inquietudine di fondo che ha a che fare con l’enigma dell’esistenza".
La pittura è realizzata ad acquerello su carta e su tela di varie dimensioni mentre tutti i disegni sono realizzati a pastello. Ugo Giletta lavora quasi esclusivamente con il volto umano, come annota Guido Curto "...i lineamenti del viso sono privi di una ben precisa connotazione, sono ritratti che non raffigurano nessuno, ma rappresentano solo l’identità fluida della nostra società occidentale di massa e globalizzata". Lea Mattarella descrive queste opere come figure che delineano teste e volti soli e isolati in un vuoto indefinito che non può essere facilmente contestualizzato.  Lo storico e critico d'arte Lóránd Hegyi sintetizza: "Sono figurazioni semplicemente presenti, nella loro obiettività, senza bisogno di spiegazioni su chi appartengono o da dove vengono. Il viaggio affascinante è proprio quello di addentrarsi dentro la loro unicità".
Quando Giletta utilizza il video nelle sue installazioni, così come nelle sculture, le sue figure sono considerate dai critici esseri tristi, dolorosamente perduti, dimenticati, rovinati. Scrive a tal proposito Giovanni Tesio: "...rinserrate dentro un linguaggio tutto interiore, vengono dal vuoto e aspirano ad un silenzio condiviso". Ancora Lóránd Hegyi per sottolineare la poetica di tutta l'opera dell'artista scrive: "...per questo motivo non possiamo guardarle senza compassione, senza empatia dal momento che, nella loro essenza, il lento processo della scomparsa, il processo inarrestabile della perdita, acquista una forma poeticamente potente".

## Esposizioni
- EVOCATIONS | A Nomadic Exhibition Project, a cura di Lóránd Hegyi, (Faur Zsófi Galéria, Budapest. Ungheria)[18]
- Apparizioni, Legami, a cura di Antonio Zimarino, (2022 Cisterne di Palazzo Acquaviva. Atri TE Italy)[19]
- Tre nuovi artisti della collezione del Museo d’Arte Contemporanea di Piscina (2022 Piscina, TO, Italy)[20]
- Approcci al Concreto, a cura di Lorand Hegyi, (2021 Villa Belvedere già Radicati, Saluzzo, Italy)[21][22]
- Il volto dell’altro (2019 Ex Chiesa di San Paolo, Cattaro (Kotor), Repubblica del Montenegro)[23]
- Dentro il disegno/Inside the Drawing (2019 La Castiglia Saluzzo Italy)[24]
- Intriguing uncertainties (2019 Parkview Museum, Beijing)[25]
- AD ACQUA (2018/2019 Pinacoteca Accademia Albertina, Torino)[26]
- ART AND MISSION: George Wong 1952-2017 (2018/2019 Parkview Museum, Beijing)[27]
- Uncertainties / Improbabilities (Sep 7th – Oct 27th 2018 Hopstreet Gallery, Brussels)[28]
- "VIENNALINE" curated_by (Sep 14th – Oct 13th 2018 Galerie Mario Mauroner, Vienna)[29]
- VOLTO: (09.06.-19.07.2018 Galerie Martin Mertens, Berlin)[30]
- The Artist's Voice (2018 Parkview Museum, Beijing)
- The Artist's Voice  (2017, Parkview Museum, Singapore)[31]
- Le spine della complessità. Arte e artisti tra globale e locale[32] (2017, Museo Civico di Cuneo)
- Intrigantes Incertitudes  (2016, Museo d'arte moderna di Saint-Étienne)[33]
- Challenging beauty Insights of Italian Contemporary Art (2016, Parkview Green Museum, Pechino)[4][5]
- MOVING TALES Racconti in movimento (2016, Complesso Monumentale di San Francesco, Museo Civico di Cuneo)
- Significanti Incertezze (2016 Galerie Placido, Parigi)
- Lympha (2016, Civica Galleria d'Arte Contemporanea Filippo Scroppo, Torre pellice),
- 40+1 Der zweite Teil (2015, Heike Curtze, Vienna),
- Le naufrage (2015, Musée de la Corse di Corte, Corsica).
- Identità in divenire, piccole storie di infinita alterità  (2014, CeSAC Centro Sperimentale per le Arti Contemporanee, Filatoio Rosso di Caraglio)[34]
- Almanach cabinet de dessin (2014, Galerie Heike Curtze, Vienna)
- Volti, (2013, Gallery 604, Busan, Corea del Sud)[35]
- Experience of Empathy (2013, Associazione Culturale Il Fondaco, Bra)
- Il fuoco della Natura/The Flash of Nature (2012, Salone degli Incanti, Ex Pescheria, Trieste)
- 54ª Biennale di Venezia, Anteprima  (2011 Museo regionale di scienze naturali, Torino)[36]
- Cabinet des dessins  (2011, Villa La Versiliana, Marina di Pietrasanta)[37]
- Promenade n.4 (2011, The Kogart Foundation, Budapest)[38]
- Immagini dell'abbandono (2011, Ex Ospedale Neuropsichiatrico di Racconigi)
- Subversive Intensity of the Image (2011, Gallery 604, Busan, Corea del Sud)
- Fragile lands of empathy  (2009, Museo d'arte moderna di Saint-Étienne e Accademia di Ungheria, Roma)[39]
- Collectors 1  (2009, Filatoio Rosso di Caraglio)[40]
- L'immagine come rivelazione  (2009, LipanjePuntin artecontemporanea, Trieste)[41]
- Il volto dell'altro  (LipanjePuntin artecontemporanea, Roma)[42]
- Che peccato tu non possa assistere a questa felicità  (2007, Il Fondaco, Bra)[43]
- RisAlto (2006, Castello di Camino, Casale Monferrato)
- 20 Proposte XX  (2005, Sala Bolaffi di Torino)[44]
- Genius Loci  (2004, Castello Reale di Racconigi)[45]
- Una vetrina per la videoarte (2005, Archivio Storico Italgas di Torino)
- Volti (2003, Galleria Il Prisma, Cuneo), La Via del sale (2003, Castello di Saliceto)[46]
- Finalisti premio internazionale Mastroianni (2003, San Filippo Neri, Torino)
- L'immagine e la parola (2001, Centro per l'arte contemporanea Luigi Pecci, Prato).

## Libri d'arte
- Per Cesare Pavese, Poesia di Nico Orengo, acquerelli di Ugo Giletta. Stampato in 33 copie, edizione 7359. Luglio 2008. Edizioni Pulcinoelefante, Osnago (Milano)
- Perché, Poesia di Alda Merini, acquerello di Ugo Giletta. Stampato in 33 copie, edizione 7247. Aprile 2008. Edizioni Pulcinoelefante, Osnago (Milano)
- Incontro, Poesia di Giovanni Tesio, acquerelli di Ugo Giletta. Stampato in 43 copie, edizione 6993. Edizioni Pulcinoelefante, Osnago, (Milano)
- Omaggio a G, B. Bodoni, Poesia di Nico Orengo, acquerelli di Ugo Giletta, Stampato in 43 copie, edizione 6679. Novembre 2006. Edizioni Pulcinoelefante, Osnago, (Milano)
- Paesaggio, Ugo Giletta, Acquatinta, una matrice di zinco mm. 255 x 325, stampata a mano con torchio a stella su carta in tondo Hahnemühle di Dassel in centodieci esemplari, firmati e contrassegnati dall’artista da 1 a 80 in numeri arabi e da I a XXX in numeri romani. Esistono inoltre alcune prove di stampa numerate ed acquerellate a mano dall’artista. Dopo la tiratura le lastre sono state punzonate. Franco Masoero stampatore in Torino, novembre 2004.
- Tracce, tre poesie inedite di Alda Merini, tre acquerelli, una tempera e un disegno di Ugo Giletta. Stampato in 35 esemplari numerati da 1/35 a 35/35 e 20 in numeri romani numerati da I/XX a XX/XX più una prova d’artista. Tutti gli esemplari firmati dagli autori. Dimensioni in cm: 28x38,5x4,7. Novembre 2002. Edizioni Canopo, Prato.
- Sogno e Realtà SMENS, semestrale di Nuova Xilografia, Rivarolo Canavese, (Torino)
- Il Volto, Poesia di Alda Merini, acquerelli di Ugo Giletta. Stampato in 33 copie, edizione 3748. Giugno 2000. Edizioni Pulcinoelefante, Osnago, (Milano)
- l’Orata, la Triglia, l’Acciuga, 3 filastrocche di Nico Orengo, acquerelli di Ugo Giletta. Stampato in 43 copie, edizione 3772. Giugno 2000. Edizioni Pulcinoelefante, Osnago, (Milano)
- Artisti al muro, Manifesti per il 25 aprile 2000, 99 cartelle numerate e firmate, Edizione Spazioarte, Saluzzo (Cuneo)
- Biblioteca Luisia, Vigone (Torino), Ugo Giletta e Gilberto Zorio, cartella di incisioni originali firmati e contrassegnate dagli artisti da 1 a 80 in numeri arabi e da I a XXX in numeri romani.

## Pubblicazioni monografiche
- Approcci al Concreto (catalogo della mostra - Villa Belvedere già Radicati, Saluzzo), Peruzzo Industrie Grafiche S.r.l.
- Identità in divenire, piccole storie di infinita alterità, con un testo di Ivana Mulatero e una intervista a Ugo Giletta di Massimo Tantardini, Caraglio, Edizioni Marcovaldo, 2014 ISBN 9788888597423
- Immagini dell'abbandono, con testi di Lóránd Hegyi, Giovanni Tesio. Torino, Hapax Editore, 2011 ISBN 9788888000459
- Il Volto dell'Altro, con testi di Lorand Hegyi, Nico Orengo, Francesco Tomatis. Brescia, SHIN Production, 2009 ISBN 9788889005 42 2
- Che peccato tu non possa assistere a questa felicità, con testi di Francesco Poli, Nico Orengo, Giovanni Tesio. Bra, Il Fondaco Edizioni, 2007
- Volti, con testi di Sara Abram, Roberto Baravalle, Victor De Circasia, Guido Curto, Giovanni Tesio, Nico Orengo. Cuneo, Edizioni il Prisma, 2001
- Proposte IX, testo di Lucio Cabutti, Torino, Edizioni Regione Piemonte, 1993
- Il colore della forma, testo di Gerardo Pintus, Cuneo, Quadreria d'arte contemporanea, 1989

## Ugo Giletta nei musei

### Collezioni permanenti
- Collezione d'Arte Contemporanea della Fondazione CRC, Cuneo
- Museo d’Arte Contemporanea all'aperto di Piscina To
- Parkview Green Museum, Beijin (Cina)
- Parkview Museum, Singapore
- GAM, Videoteca, Galleria d’Arte Moderna e Contemporanea di Torino
- Fondazione VAF. Francoforte sul Meno
- Collezione La Gaia, Busca (Cuneo)
- Civica Galleria d'arte contemporanea "Filippo Scroppo" di Torre Pellice
- Le Musée de la Corse, Corte (Francia)

### Opere acquisite da musei
- Collezione d'Arte Contemporanea della Fondazione CRC, Cuneo
- Museo d’Arte Contemporanea all'aperto di Piscina To
- Parkview Museum, Singapore
- Parkview Green Museum, Beijin (Cina)
- Fondazione VAF. Francoforte sul Meno (Germania)
- Collezione La Gaia, Busca (Cuneo)
- Le Musée de la Corse, Corte (Francia)